# Granger (Indiana)
Granger é uma Região censo-designada localizada no estado americano de Indiana, no Condado de St. Joseph.

## Demografia
Segundo o censo americano de 2000, a sua população era de 28.284 habitantes.

## Geografia
De acordo com o United States Census Bureau tem uma área de
67,9 km², dos quais 67,9 km² cobertos por terra e 0,0 km² cobertos por água.

## Localidades na vizinhança
O diagrama seguinte representa as localidades num raio de 12 km ao redor de Granger.